# Michael Tarver
Tyrone Evans (ur. 8 marca 1977 w Akron, Ohio) – amerykański wrestler oraz raper. Bardziej znany jako Michael Tarver z występów w federacji wrestlingu World Wrestling Entertainment (WWE). Członek stajni The Nexus. 

## Kariera

### Początki kariery – występy na scenie niezależnej oraz Florida Championship Wrestling (2005 – 2010)
Przed rozpoczęciem kariery wrestlera Evans grywał pół-zawodowo w futbol amerykański w rodzinnym mieście Akron w Ohio, a także na etapie 2002 roku posiadał niezależny kontrakt muzyczny w jednej z wytwórni na terenie Ohio. W 2004 rozpoczął treningi w wrestlingu, by zadebiutować w 2005 od występów w Pro Wrestling eXpress, jednej z promocji podległej National Wrestling Alliance (NWA), a przez kolejne lata występował na scenie niezależnej gdzie używał pseudonimów The Panther i Black Panther (Main Event Wrestling League, Cleveland All-Pro Wrestling i Pro Wrestling Unplugged). 
W 2008 podpisał kontrakt z World Wrestling Entertainment (WWE), a następnie został skierowany do federacji rozwojowej tej firmy - Florida Championship Wrestling (FCW), gdzie przyjął pseudonim ringowy jako Tyrone Jones i kolejno Tyson Tarver. Na gali WrestleMania XXIV pojawił się jako jeden z ochroniarzy Floyda Mayweathera Jra w jego walce przeciwko Big Showowi. W FCW prowadził różne rywalizacje oraz był członkiem frakcji The Saxton Conglomerate dowodzonej przez Byrona Saxtona. 
W 2009 zmienił pseudonim ringowy na Michael Tarver i z takim gimmickiem występował przez resztę roku 2009 - w tym czasie zaczął używać przydomka “Iron” Mike Tarver nawiązując do Mike’a Tysona oraz kontynuował rywalizację w ramach FCW ze Skipem Sheffieldem, Wesem Brisco i Titusem O'Neilem oraz nieformalnie stanowił sojusz z Heathem Slaterem interweniując na jego korzyść w jego walkach.

### NXT, The Nexus oraz dalsze występy w ramach WWE (2010 – 2011)
W dniu 16 lutego 2010 Sheffield został ogłoszony jednym z ośmiu wrestlerów federacji rozwojowej FCW, którzy pojawią się w nowym programie WWE o nazwie NXT, którego celem było wyłonienie nowej gwiazdy WWE i zakontraktowanie jej w głównych programach WWE (Raw i SmackDown). Jego mentorem w pierwszym sezonie programu NXT został Carlito. Z rywalizacji został wyeliminowany wraz z Danielem Bryanem w 12. tygodniu trwania I sezonu NXT (11 maja 2010).
W dniu 7 czerwca 2010 Tarver oraz siedmiu pozostałych uczestników pierwszego sezonu NXT interweniowało w walce Johna Ceny z CM Punkiem, gdzie cała ósemka zaatakowała obu wrestlerów, komentatorów, oraz obsługę gali, a także zdemolowała ring. Grupa byłych zawodników z NXT przyjęła dla siebie nową nazwę – The Nexus i rozpoczęła feud z Ceną, a także atakowała innych wrestlerów WWE w następnych tygodniach. Sam Tarver występował wtedy w charakterystycznej czarnej bandanie z białą literą „T” na twarzy oraz odgrywał postać bardzo agresywnego zawodnika. 
W sierpniu 2010 The Nexus wystąpili w walce 7-on-7 elimination tag team matchu na gali SummerSlam (2010) przeciwko drużynie WWE. Tarver został wyeliminowany jako drugi w walce, zostając przypiętym przez Johna Morrisona. W październiku 2010 Tarver został zaatakowany przez Johna Cenę, a Wade Barrett stwierdził (zgodnie ze storylinem), że i tak wyrzuciłby z drużyny The Nexus Tarvera, a Cena tylko wyświadczył mu przysługę - w rzeczywistości Tarver doznał kontuzji pachwiny i został usunięty z występów w telewizji. 
W grudniu 2010 powrócił do nagrań w ramach Florida Championship Wrestling. Od końca stycznia 2011 pojawiał się na zapleczu tygodniówek Raw i SmackDown w segmentach, które zwiastować miały jego powrót do głównego rosteru WWE, jednakże w dniu 13 czerwca 2011 jego umowa z WWE została rozwiązana, przez co Tarver odszedł z federacji.

### Dalsza kariera – National Wrestling Alliance, New Japan Pro-Wrestling i powrót na scenę niezależną (2011 – 2021; 2024)
Po odejściu z WWE z powrotem znalazł się na scenie niezależnej - rekreacyjnie uprawiał też trójbój siłowy. Występował w Florida Underground Wrestling (FUW), Full Impact Pro (FIP), Ring Warriors, i VIP Wrestling.
Na początku stycznia 2014 japońska federacja New Japan Pro-Wrestling (NJPW) ogłosiła, że Michael Tarver pojawi się na galach produkowanych przez tę promocję jako reprezentant National Wrestling Alliance (NWA). Swój debiut w NJPW zaliczył na gali The New Beginning in Hiroshima w lutym 2014 wygrywając walkę przeciwko Hiroyoshi Tenzanowi. 
W 2018 wystąpił jako członek stajni The Nexus Alliance u boku P.J. Blacka i Freda Rossera w federacji Chikara, w ramach turnieju King Of Trios 2018. Również w 2018 zdobył mistrzostwo CWE National Championship, a w 2019 CWE Heavyweight Championship w indyjskiej promocji Continental Wrestling Entertainment (CWE), której właścicielem jest The Great Khali. W kwietniu 2021 stoczył swój ostatni, dotychczasowy pojedynek w pro-wrestlingu.
Na początku czerwca 2024 udzielił wywiadu dla podcastu Developmentally Speaking w serwisie YouTube, w którym wyznał, że jego zwolnienie w czerwcu 2011 odbywało się „w zamieszaniu” (jeszcze w 2021 oznajmił, że w 2011 za kulisami WWE doszło między nim, a Johnem Ceną do sprzeczki, po której współpracownicy z WWE zaczęli się od niego odwracać, a jedyne wsparcie otrzymał od Bookera T, Marka Henry’ego, Teddy’ego Longa, MVP i Matta Hardy’ego). Stwierdził, że oficjele WWE w jego sprawie mówili tylko ogólnikowo, że „nie mają nic dla niego” i dlatego musiał opuścić federację. Evans zdradził również kulisy tego, że posiadał wsparcie od Vince’a McMahona, który zachwycał się wygłaszanymi przez niego promami oraz wskazywał, że podczas leczenia kontuzji pachwiny, WWE przygotowywała dla niego „wielkie plany”, przy czym był „poklepywany po plecach” i nastawiany do odgrywania w przyszłości roli menedżera.

### Tytuły mistrzowskie i osiągnięcia
- Brain Buster Pro Wrestling

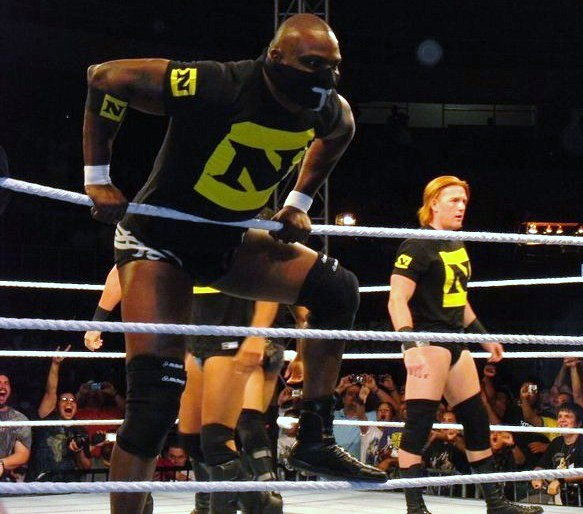
Michael Tarver w swojej charakterystycznej bandanie na twarzy jako członek stajni The Nexus w 2010 - w tle po prawej - Heath Slater.

  - BBPW Heavyweight Championship (1 raz)
- Christian Wrestling Federation
  - Champions Cup (2012) – z Timem Stormem
- Continental Wrestling Entertainment
  - CWE Heavyweight Championship (1 raz)
  - CWE National Championship (1 raz)
- Hard Knock Wrestling
  - HKW Championship (1 raz)
- NWA Florida Underground Wrestling
  - NWA Florida Heavyweight Championship (2 razy)
  - FUW Bruiserweight Championship (1 raz)
- Main Event Wrestling League
  - MEWL Heavyweight Championship (1 raz)
- Pro Wrestling eXpress
  - PWX Brass Knuckles Championship (1 raz)
- Pro Wrestling Illustrated
  - Feud roku (Feud of the Year; 2010; The Nexus vs. WWE)
  - Najbardziej znienawidzony zawodnik roku, najlepszy heel (Most Hated Wrestler of the Year; 2010; jako część stajni The Nexus)
  - Sklasyfikowany na 132. miejscu wśród 500 najlepszych wrestlerów w zestawieniu PWI 500 za 2011 rok.
- World Wrestling Entertainment
  - Slammy Awards (1 raz)
    - Szokujące wydarzenie roku (Shocker of the Year; 2010 – Debiut stajni The Nexus)

### Kariera muzyczna i aktorska
Evans jest również chrześcijańskim raperem występujących pod pseudonimem Monster Tarver. Swoje treści liryczne publikował w serwisach Instagram, SoundCloud, Apple Music oraz YouTube. Na początku stycznia 2022 wydał swój debiutancki singel pt. „Black Roses”. Wraz z końcem kwietnia 2022 producenci hip-hopowi Bizzle & Datin ogłosili, że Monster Tarver podpisał kontrakt muzyczny z wytwórnią God Over Money and Menace Movement, debiutując na płycie Us Against the World z utworem pt. „GOM Menace”. Od 2022 publikuje również składanki z freestyle rapem pod tytułami The MONSTER Tape. Jesienią 2023 wydał swój pierwszy solowy album studyjny pt. The War of Art.
W 2024 wystąpił w telewizyjnym filmie katastroficznym pt. Texas Twister, gdzie odegrał rolę szeryfa Evansa.